# Lipcsei Betta
Lipcsei Betta (Szarvas, 1987. október 9. –) magyar modell, szépségkirálynő, televíziós műsorvezető.

## Életútja
Lipcsei Betta 15 éves korában kezdett el modellkedni. Első komolyabb sikere a Fej vagy írás című magyar film volt, amelyben Görög Zita húgát játszotta mindössze 18 évesen. Később a Rózsaszín sajt című filmben bukkant fel mint Bezerédi Zoltán egyik ifjú kedvese. Számos komoly márkát képviselt modellként, legfontosabb munkái a Gillette Venus, a Cango&Rinaldi és a Caprice kampányok. 2011-ben elnyerte a Miss Universe Hungary címet, ezzel Magyarország legszebb lánya lett egy évre.
2010 óta a Sport TV Harmadik félidő című műsorának műsorvezetője, nagy focirajongó.
2011 óta a TV2 Talpig Nő című női életmódmagazinjának műsorvezetője.